# Maharishi Mahesh Yogi

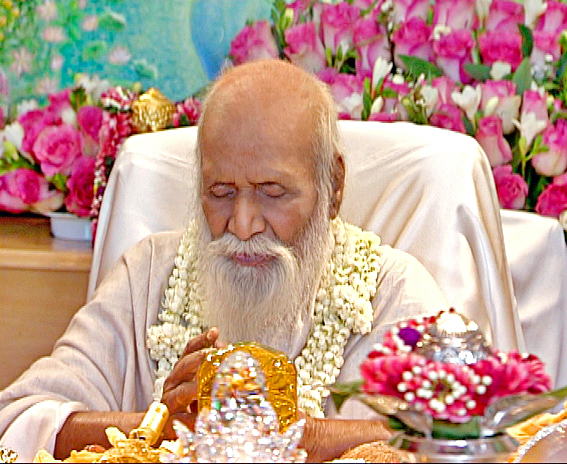
Maharishi Mahesh Yogi (2007)

Maharishi Mahesh Yogi  (dewanagari महर्षि महेश योगी, trb. Maharyszi Maheś Jogi, właściwie Mahesz Prasad Warma) (ur. 12 stycznia 1918 w Jabalpur w stanie Madhya Pradesh, w Indiach, zm. 5 lutego 2008 w Vlodrop w Holandii). Założyciel i guru ruchu medytacji transcendentalnej.
Był uczniem Swamiego Brahmanandy Saraswati, ówczesnego Śankaraćarji w Joshimat. Posiadł wykształcenie akademickie w dziedzinie fizyki (Uniwersytet w Allahabadzie). Jest autorem kilkunastu książek propagujących medytację i indyjskie tradycje duchowe. Jego podstawowe nauki zostały zawarte w książce „Nauka o bycie a sztuka życia” (wyd. polskie 2003). Najbardziej znany aśram znajduje się w Rishikesh u podnóża Himalajów.
Lucyna Winnicka opisuje odwiedziny w tym aśramie w książce Podróż dookoła świętej krowy.